# Chilobrycon
Genre
Chilobrycon est un genre de poissons de la famille des Bryconidae et de l'ordre des Characiformes.  

## Liste d'espèces
Selon FishBase (08 juin 2015):
- Chilobrycon deuterodon Géry & de Rham, 1981